# Gozdów (województwo lubelskie)
Gozdów (ukr. Гоздів) – wieś (dawniej miasto) w Polsce położona w województwie lubelskim, w powiecie hrubieszowskim, w gminie Werbkowice.
| SIMC    | Nazwa          | Rodzaj    |
| ------- | -------------- | --------- |
| 0904836 | Kolonia Gozdów | część wsi |

Gozdów uzyskał lokację miejską w 1548 roku, zdegradowany w 1698 roku. W latach 1954–1968 wieś należała i była siedzibą władz gromady Gozdów, po jej zniesieniu w gromadzie Werbkowice. W latach 1975–1998 miejscowość administracyjnie należała do województwa zamojskiego. 
Wieś jest sołectwem w gminie Werbkowice. Według Narodowego Spisu Powszechnego z roku 2011 wieś liczyła 736 mieszkańców i była drugą co do liczby ludności miejscowością gminy.
W połowie marca 1944 bojówka OUN-B Pawła Pyłypczuka ps. Karp zabiła w Gozdowie 32 Polaków, w tym 23 kolejarzy.
W Gozdowie znajduje się drewniano-murowany dwór, z początku XX wieku.
Wieś jest siedzibą rzymskokatolickiej parafii Miłosierdzia Bożego w Gozdowie.